# グラディウスNEO -IMPERIAL-
『グラディウスNEO -IMPERIAL-』（グラディウスネオ インペリアル、GRADIUS NEO -IMPERIAL-）は2004年にコナミが携帯電話向けサイトで公開した横スクロールシューティングゲーム。『グラディウスNEO』のアナザーストーリー的作品。

## 概要
本作はビッグコアを操作する左方向スクロールの作品となっており、グラディウスシリーズではモアイくんに次ぐスピンオフ作品と言える。ビッグコアは3種類の武装を備えているほか、普通の敵の衝突程度ではびくともしない強固さを誇っている。自機正面中央部以外には食らい判定が存在せず（普通の敵は体当たりでも排除できる）、たとえ攻撃を受けたとしてもその部分にシールドがある限り耐えることができる（ただし、シールドがない状態で正面から攻撃を受けると撃墜されその時点でゲームオーバー）。また、SOシリーズ以外ではモードを切り替えることにより、3×3の9つに分割されたエリアの中から1つにナパーム弾を打ち込むことが可能。
パワーアップも独特の物となっている。
- スピードアップ
- ビーム - 前方に撃つビーム砲を強化。初期状態では2連装だが、これが4連装→4連装+連射となる。
- ミサイル - 強力なミサイルの発射数を2→4→6と増やす。
- レーザー - 前方にレーザーを発射する。パワーアップによりレーザーが太くなる。
- ナパーム - エリア攻撃用のナパームの連射数を増やす。SOシリーズでは強化する意味のない項目。
- シールド - シールドを1つ回復する。シールドが減少している場合のみ取得可能。

ビーム・ミサイル・レーザーのパワーアップは同時に保持可能。

## ストーリー
長期化するラーズ帝国と連合軍の戦争。帝国は過去のテクノロジーを発掘し連合軍に最終決戦を挑む構えでいたが、フォースバイパーが奪われてしまう。最終局面へ向かう戦争、しかしその中で帝国に離反者が現れる。彼は帝国が開発を進めていたビッグコア・カスタムを奪い、帝国領を脱出しようとしていた……。

## ステージ構成
本作のストーリー構成は基本的にグラディウスNEOのそれの逆順である。ただし、1面のみ異なる。
| 面 | 内容               | 解説 | ボス                                            |
| -- | ------------------ | --- | ----------------------------------------------- |
| 1  | ラーズ帝国基地上空 | ラーズ帝国本拠地上空、上部に地形は無い。                                                                                                  | ビッグコア                                      |
| 2  | スペースハイウェイ | ラーズ帝国の中心部から最前線へ通ずるハイウェイ。途中に高速スクロール地帯が存在する。                                                      | サテライトコアMK-II                             |
| 3  | 帝国艦隊           | ラーズ帝国艦隊が待ち受ける。 | ダイダロス                                      |
| 4  | モアイ             | そこはかつてバクテリアンが兵器を設置した前線基地。今では未知の生命体が寄生する土地になっていた…。モアイは地形でしかないため破壊できない。 | クリスタルモアイ                                |
| 5  | 中立地帯           | ラーズ帝国と連合軍の境界線付近。地形は無く、中ボスとの連戦で構成されている。                                                              | アストレプト ゼブラ ヴォルファ ジェノサイドコア |